# Weißer Stein (Vogelsberg)
Der Weiße Stein ist ein 607 m ü. NHN hoher Bergrücken im Vogelsberg, einem Mittelgebirge in der Mitte Hessens.

## Geographie
Der Weiße Stein liegt zwischen Bermuthshain und Hartmannshain, zwei Ortsteilen von Grebenhain 4 km südwestlich der Kerngemeinde. Er stellt den südöstlichen Ausläufer der Herchenhainer Höhe dar, aus seinem Südosthang erhebt sich das Völzberger Köpfchen.
Über den Weißen Stein verläuft die Rhein-Weser-Wasserscheide. Der bewaldete Osthang entwässert über Lüder und Fulda in die Weser. Gewässer am von Wiesen und Weiden geprägten Westhang fließen über Salz, Kinzig und Main in den Rhein.
Vom Gipfelbereich über die westlichen und südlichen Hänge erstreckt sich der Windenergiepark Vogelsberg, der älteste deutsche Windpark im Mittelgebirge und zugleich älteste Windpark in Hessen.

## Tourismus
Der Weiße Stein ist mit Wanderwegen erschlossen und wird im Norden vom Vulkanradweg sowie im Westen vom Vogelsberger Südbahnradweg tangiert. Auf dem Höllerich (575 m), einer nur wenig ausgeprägten Kuppe am Osthang des Weißen Steins, befindet sich die Skisprungschanze Bermuthshain. Sie wurde 1970 eingeweiht, war bis in die frühen 1980er Jahre in Benutzung und steht seit 2003 unter Denkmalschutz. 2006 wurde der Schanzentisch als Aussichtsplattform hergerichtet und zugänglich gemacht.

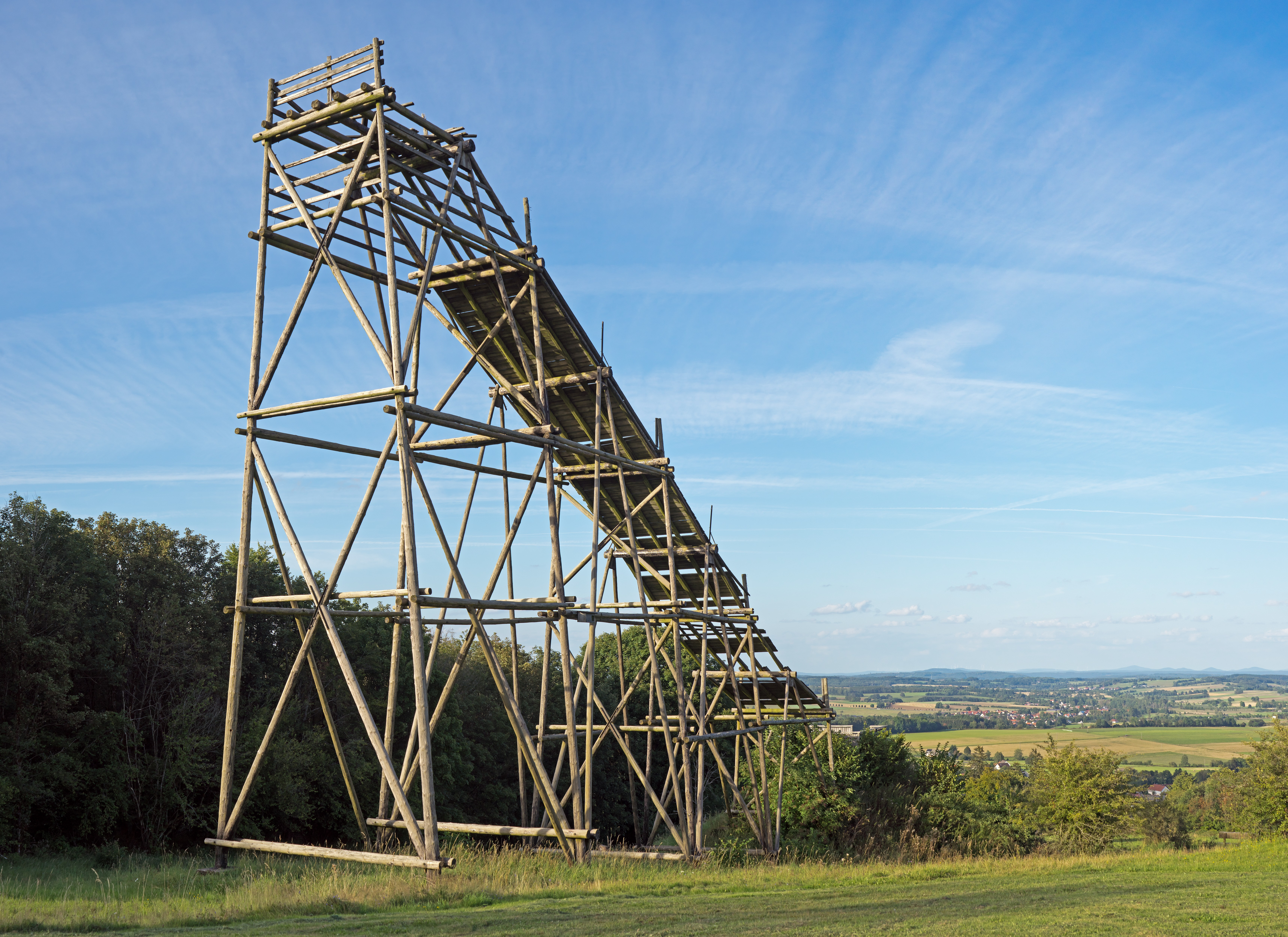
Die Skisprungschanze auf dem Höllerich. Im Hintergrund Grebenhain und das Hessische Kegelspiel.